# ديين براي
ديين براي (بالإنجليزية: Deanne Bray)‏ هي ممثلة أمريكية، ولدت في 14 مايو 1971 في كانوغا بارك ‏ في الولايات المتحدة.

## أعمال

### مسلسلات
- دياجنوسيز: موردر
- سي اس آي: التحقيق في موقع الجريمة

## وصلات خارجية
- الموقع الرسمي
- ديين براي على موقع IMDb (الإنجليزية)
- ديين براي على موقع ألو سيني (الفرنسية)
- ديين براي على موقع أول موفي (الإنجليزية)
- ديين براي على موقع قاعدة بيانات برودواي على الإنترنت (الإنجليزية)
- ديين براي على موقع قاعدة بيانات الفيلم (الإنجليزية)
- ديين براي على موقع كينوبويسك (الروسية)